# Willemoes (1943)
Willemoes – duński torpedowiec z okresu powojennego typu Najaden (zwanego też typem Huitfeld), później przeklasyfikowany na niszczyciel przybrzeżny, a ostatecznie na okręt patrolowy. Nosił znaki burtowe: T2, D321, P521.
Zbudowany w stoczni Orlogsværftet w Kopenhadze. Jego budowę rozpoczęto podczas II wojny światowej pod nazwą „Najaden”, po czym wszedł do służby w Duńskiej Marynarce Wojennej w 1947 roku pod nazwą „Willemoes”, na cześć XVIII-wiecznego oficera marynarki. Nie brał udziału w działaniach bojowych. Wycofany w 1966 roku, po czym złomowany. Uzbrojenie główne stanowiły dwa działa kalibru 105 mm i sześć wyrzutni torped. Napędzały go turbiny parowe, zapewniając prędkość maksymalną 35 węzłów.

## Budowa
„Willemoes” należał do dwóch torpedowców typu Najaden, które zaprojektowano w Danii przed II wojną światową i autoryzowano do budowy dla Duńskiej Marynarki Wojennej w 1939 roku. Był to pierwszy typ duńskich torpedowców, które miały odpowiadać wielkością zagranicznym okrętom tej klasy, przy braku w składzie marynarki duńskiej niszczycieli. Z tej racji miały być one zaklasyfikowane jako niszczyciele przybrzeżne (Kystjægeren). 31 stycznia 1939 roku Minister Marynarki zwrócił się do parlamentu o wyrażenie zgody na budowę dwóch okrętów za kwotę 12 milionów koron. Początkowo przewidywano dla nich nazwy od miast: „Aarhus” i „Aalborg”, lecz 6 listopada 1939 roku zmieniono je na pochodzące z mitologii, przy czym planowany główny okręt typu nazwano „Najaden” (najada). Do budowy okrętów przystąpiono jednak dopiero pod niemiecką okupacją Danii, która mogła utrzymywać ograniczoną marynarkę wojenną.
Stępkę pod budowę obu okrętów położono 3 lipca 1942 roku w stoczni Orlogsværftet w Kopenhadze. „Najaden” wodowano jako pierwszy 17 marca 1943 roku. Budowa została wstrzymana po likwidacji duńskiej marynarki przez Niemcy 29 sierpnia 1943 roku, a kadłuby okrętów stały do końca wojny w bazie Holmen w Kopenhadze. Po wyzwoleniu Dania zdecydowała kontynuować budowę okrętów. W październiku 1945 roku zmieniono nazwę „Najaden” na „Willemoes” na cześć zasłużonego oficera marynarki Petera Willemoesa (1783-1808). „Willemoes” wszedł do służby jako pierwszy 24 maja 1947 roku, jednakże otrzymał drugi w kolejności numer burtowy T2 (oznaczający torpedowiec – Torpedobåd) i stąd część literatury określa cały typ okrętów jako typ Huitfeld od drugiego okrętu typu.

## Skrócony opis
Okręty typu Najaden miały gładkopokładowy kadłub, z pokładem wznoszącym się w kierunku wychylonej prostej dziobnicy. Na 1/3 długości znajdowała się nadbudówka dziobowa z mostkiem, a dalej maszt i pojedynczy szeroki pochylony komin. Wyporność standardowa według projektu wynosiła 782 tony, zaś pełna 890 ton. Długość całkowita wynosiła 86,51 m, a na linii wodnej 85 m, szerokość 8,5 m, a zanurzenie 3,25 m. Załoga początkowo składała się z 92 osób, od 1951 roku z 108 osób, w tym 11 oficerów. Okręty były napędzane przez dwie turbiny parowe z przekładniami redukcyjnymi, poruszające dwie śruby. Łączna moc projektowa siłowni wynosiła 24 000 KM (17 647 kW). Projektowa prędkość maksymalna wynosiła 35 węzłów, natomiast faktycznie sięgała 36,3 węzła. Zapas paliwa – mazutu wynosił 100 ton. Zasięg wynosił 1600 mil morskich przy prędkości 17 węzłów.
Uzbrojenie artyleryjskie stanowiły dwa pojedyncze działa kalibru 105 mm LvSa o długości L/42 (42 kalibry), umieszczone w stanowiskach z maskami przeciwodłamkowymi na pokładzie na dziobie i rufie. Kąt podniesienia lufy wynosił od -10° do +40°, a donośność do 16 400 m. Strzelały amunicją zespoloną z pociskami o masie 15 kg. Szybkostrzelność dochodziła do 15 strzałów na minutę. Zapas amunicji wynosił po 300 pocisków na działo.
Uzbrojenie przeciwlotnicze stanowiły po wejściu do służby dwie pojedyncze armaty kalibru 40 mm M/37 LvSa Bofors L/60, na platformie na dolnym piętrze nadbudówki przed pomostem bojowym oraz na nadbudówce rufowej. Miały one donośność do 9800 m, a zapas amunicji wynosił po 2000 nabojów. Uzbrojenie to początkowo uzupełniało sześć duńskich pojedynczych działek kalibru 20 mm M/41 LvSa Madsen. Zasilane były z magazynków bębnowych o pojemności 60 pocisków, a szybkostrzelność teoretyczna wynosiła 500 strz./min. W 1951 roku dwa działka 20 mm z pokładówki rufowej zastąpiono trzecim działkiem 40 mm Bofors oraz zdjęto dwa dalsze działka tego kalibru ze skrzydeł pomostu, a w 1953 roku ostatnie dwa działka z pokładu dziobowego. W 1957 roku działka 40 mm wymieniono na „Willemoes” na nowszy model M/48 LvSa Boforsa, o donośności 12 600 m i szybkostrzelności teoretycznej 240 strz./min.
Okręty początkowo uzbrojono tymczasowo w dwie potrójne wyrzutnie torped kalibru 450 mm. Podczas modernizacji w 1951 roku zamieniono je na dwie potrójne wyrzutnie torped kalibru 533 mm. Uzbrojenie uzupełniały dwa miotacze bomb głębinowych M/33. Na rufie okręty miały dwie zrzutnie po 9 bomb głębinowych. Dodatkowo były wyposażone w dwa tory minowe na pokładzie, na których mogły przenosić 60 min kotwicznych. Po modernizacji w 1951 roku zamieniono miotacze bomb głębinowych na cztery nowsze brytyjskie Mk 6.
Do kierowania ogniem artylerii okręty były wyposażone w holenderskie dalocelowniki firmy Hazemeyer z dalmierzem 3-metrowym, zamontowane na dachu nadbudówki. Posiadały  brytyjski radar typu 293 na maszcie do wykrywania celów powietrznych, a w 1952 roku otrzymały dodatkowo radar wykrywania celów morskich produkcji Hollandse Signalaparaten. Do wykrywania okrętów podwodnych służył brytyjski hydrolokator (Asdic) w kopule podkadłubowej. W latach 50. okręty otrzymały wyrzutnie rakiet oświetlających montowane po bokach masek dział artylerii głównej.

## Służba
„Willemoes” wszedł do służby 24 maja 1947 roku, zaklasyfikowany jako torpedowiec, z numerem burtowym T2. Został okrętem flagowym 1 Grupy Torpedowców. W dniach 11-16 września 1947 roku odbył w składzie eskadry pierwszą wizytę zagraniczną w Sztokholmie, a między 27 września a 2 października eskortował wraz z bliźniaczym „Huitfeldem” jacht królewski „Dannebrog” podczas wizyty króla Fryderyka IX w Norwegii.
Między styczniem a marcem 1951 roku „Willemoes” przeszedł modernizację uzbrojenia (zamiana czterech działek kalibru 20 mm na trzecie kalibru 40 mm, wymiana wyrzutni torped na kalibru 533 mm i miotaczy bomb głębinowych). 1 kwietnia przeklasyfikowano go na niszczyciel przybrzeżny i przyporządkowano nowy znak burtowy D321.
W dniach 18-26 czerwca 1952 roku brał udział w manewrach NATO Castenets na Morzu Północnym i w kanale La Manche, po czym we wrześniu ponownie brał udział w manewrach NATO Main Brace. W dniach 10-13 września 1953 roku złożył wizytę w Belfaście. Wycofany później do rezerwy do początku 1957 roku.
We wrześniu – październiku 1957 roku został przezbrojony w nowe działka kalibru 40 mm. 1 września 1958 roku został przeklasyfikowany na okręt patrolowy, ze zmianą znaku na P520. Brał udział w dalszych ćwiczeniach i odwiedzinach portów zagranicznych. W dniach 21-25 maja 1959 roku „Willemoes” i „Huitfeld” z okrętem-bazą „Ægir” złożyły wizytę w Polsce w Gdyni. W dniach 24-28 lutego 1961 roku oba okręty i fregata „Valdemar Sejr” odwiedziły Oslo. 21 listopada 1963 roku „Willemoes” uratował załogę szwedzkiego kutra rybackiego „Fylgia” w rejonie Lassø. W dniach 4-8 czerwca 1964 roku „Willemoes” ponownie odwiedził Gdynię z fregatą „Esbern Snare” (typu Hunt). W dniach 20-27 czerwca 1965 roku z eskadrą duńską brał udział w Tygodniu Kilońskim w Kilonii.
„Willemoes” został wycofany ze służby 11 stycznia 1966 roku, po czym 27 maja tego roku sprzedany na złom do Antwerpii i w czerwcu zaholowany tam z bliźniaczym „Huitfeldem”.